# Séisme de 2023 au Népal
Le séisme de 2023 au Népal se produit le soir du 3 novembre 2023 à 23 h 47, lorsqu'une secousse tellurique de magnitude 5,6 affecte les districts népalais de Jajarkot et de Rukum dans le centre-ouest du pays, à environ 500 kilomètres à l'ouest de la capitale Katmandou. Il est ressenti jusqu'à New Delhi.

## Contexte
Les séismes sont fréquents au Népal, qui se trouve sur une faille géologique majeure où la plaque indienne s'enfonce sous la plaque eurasiatique, formant la chaîne de l'Himalaya. Depuis le début de l'année 2023 jusqu'à début novembre, le Centre national de surveillance et de recherche sismique du Népal a enregistré plus 70 séismes d'une magnitude supérieure à 4.

## Déroulement
La secousse principale se produit le 3 novembre 2023 à 23 h 47 min 54 s NPT (18 h 2 min 54 s UTC). L'épicentre se trouve dans une région montagneuse de l'Himalaya parsemée de villages, à environ un kilomètre au nord de celui de Dhime, dans la municipalité rurale de Kushe du district de Jajarkot de la province de Karnali. L'hypocentre se trouve à 16,5 kilomètres de profondeur. Sa magnitude relativement modérée de 5,7 provoque cependant d'importants dégâts dans les constructions des districts de Jajarkot et Rukum et la secousse est ressentie jusqu'à New Delhi à environ 400 kilomètres à l'ouest,.
Plus de 250 répliques dont six de magnitude supérieure à 4 et la plus forte de magnitude 5,3 le 6 novembre sont ressenties dans les jours qui suivent.

## Conséquences
Le lendemain, un bilan provisoire de plus de 150 morts et plusieurs centaines de blessés est annoncé. Si la magnitude du séisme n'a pas été très intense, ce bilan élevé pourrait être dû à la mauvaise qualité des constructions dans la région, alors que le séisme a frappé pendant la nuit. Selon l'ONU, ce séisme fait également 338 blessés, dont la moitié sont des enfants. Selon l'ONU, plus de 200 000 habitants des deux districts touchés ont été impacté et ont besoin d'aide humanitaire. La plupart des habitations de ces districts ont été endommagées, ainsi que les infrastructures comme les écoles, les centres de santé.

## Réactions politiques et humanitaires
Tandis que les secours s'organisent, le Premier ministre népalais Pushpa Kamal Dahal se rend sur place accompagné d'une équipe médicale de 16 personnes et exprime sa « profonde tristesse pour les dommages humains et physiques causés par le tremblement de terre ». Son homologue indien Narendra Modi se déclare profondément attristé et exprime sa solidarité au Népal à qui il se déclare « prêt à apporter toute l'aide possible ». Des équipes des Nations Unies, notamment le Bureau de la coordination des affaires humanitaires, le Fonds des Nations unies pour l'enfance et l'Organisation mondiale de la santé se mobilisent pour venir en aide au gouvernement du Népal.
Le 5 novembre, les autorités népalaises annoncent mettre fin aux recherches de survivants et établissent un bilan provisoire de 157 morts.